# Zephyranthes insularum
Zephyranthes insularum är en amaryllisväxtart som beskrevs av Hardrada Harold Hume och Harold Norman Moldenke. Zephyranthes insularum ingår i släktet Zephyranthes och familjen amaryllisväxter.
Artens utbredningsområde är Kuba. Inga underarter finns listade i Catalogue of Life.